# Estrella de França i Alemanya
L'Estrella de França i Alemanya (anglès: France and Germany Star) és una medalla de campanya militar, instituïda pel Regne Unit el maig de 1945 per atorgar-se a les forces del Regne Unit i la Commonwealth britànica que van servir a França, Bèlgica, Luxemburg, els Països Baixos o Alemanya i zones marítimes adjacents entre el 6 de juny de 1944 i el 8 de maig de 1945, durant la Segona Guerra Mundial.
Es podria portar el fermall "Atlàntic" a la cinta de la medalla.

## Les estrelles de la Segona Guerra Mundial
El 8 de juliol de 1943, l' Estrella de 1939–43 (més tard anomenada Estrella de 1939–1945) i l'Estrella d'Àfrica es van convertir en les dues primeres estrelles de campanya instituïdes pel Regne Unit, i el maig de 1945 s'havien establert un total de vuit estrelles i nou fermalls. per premiar el servei de campanya durant la Segona Guerra Mundial. Una estrella més de campanya, l'Estrella de l'Àrtic, i un fermall més, el Fermall del Comandament de Bombarders, es van afegir posteriorment el 26 de febrer de 2013, més de seixanta-set anys després del final de la guerra.
Incloent l'Estrella de l'Àrtic i el Fermall del Comandament de Bombarders, ningú no podria rebre més de sis estrelles de campanya, amb cinc dels deu fermalls que denoten el servei que s'hauria qualificat per a una segona estrella. Només es podia portar un fermall a qualsevol estrella de campanya. El màxim de sis estrelles possibles són les següents
- L'Estrella 1939–1945 amb, quan s'atorga, o bé el Fermall Batalla d'Anglaterra o del Comandament dels Bombers.[8]
- Només una de l'Estrella de l'Atlàntic, l'Estrella de les Tripulacions Aèries d'Europa i l'Estrella de França i Alemanya. Els que guanyen més d'una només reben la primera per a la que van ser qualificats, i la segona es denota amb el fermall de cinta corresponent.[9][10][11]
- L'Estrella de l'Àrtic.[7][12]
- L'Estrella d'Àfrica amb, si s'atorga, el fermall primer guanyat al Nord d'Àfrica 1942–43, 8è Exèrcit o 1r Exèrcit.[13]
- O l'Estrella del Pacífic o l'Estrella de Birmània. Els que guanyaven ambdues van rebre la primera per a la que es qualificaven, amb el fermall adequat per representar la segona.[14][4]
- L'Estrella d'Itàlia.[15]

Tots els destinataris de les estrelles de campanya també van rebre la Medalla de Guerra.
Atès que només es podia atorgar la primera estrella en els casos de l'Estrella de l'Atlàntic, l'Estrella de les Tripulacions Aèries d'Europa i l'Estrella de França i Alemanya, que es podia atorgar a qualsevol individu, les possibles combinacions d'Estrella i Barra per a aquestes tres estrelles de campanya són:
- L'Estrella de l'Atlàntic amb fermall de les Tripulacions Aèries d'Europa i França i Alemanya.
- L'Estrella de les Tripulacions Aèries d'Europa amb fermall de França i Alemanya o de l'Atlàntic.
- L'Estrella de França i Alemanya amb el fermall de l'Atlàntic.
Com a resultat dels diferents intervals de dates implicats, el fermall de les Tripulacions Aèries d'Europa del període anterior no es va poder afegir al període posterior de l'Estrella de França i Alemanya.[5][17]

## Institució
Els Aliats van llançar la seva campanya al nord-oest d'Europa el "Dia D", el 6 de juny de 1944, quan les forces britàniques, americanes i canadenques van desembarcar a les platges del nord de França. Durant els onze mesos següents, aquestes forces van avançar per l'Europa occidental mentre els russos van avançar cap a Berlín des de l'est, Alemanya es va rendir finalment el 8 de maig de 1945.
L'Estrella de França i Alemanya va ser instituïda pel Regne Unit el maig de 1945, per atorgar-la a aquells que havien servit en operacions terrestres o aèries a França, Bèlgica, Luxemburg, Holanda o Alemanya des del 6 de juny de 1944 fins al final de les hostilitats actives. a Europa el 8 de maig de 1945, així com per al servei de la Marina i la Marina Mercant directament en suport d'aquestes operacions terrestres.

## Criteris d'adjudicació
L'estrella de França i Alemanya va ser atorgada per l'entrada en servei operatiu a França, Bèlgica, Luxemburg, Holanda i Alemanya entre el 6 de juny de 1944 i el 8 de maig de 1945, ambdues dates incloses. La zona de mar qualificada es trobava al sud d'una línia des del Firth of Forth fins a Kristiansand (sud) al mar del Nord, a l'est de la longitud de 6° oest al golf de Biscaia i al canal de la Mànega, sempre que aquest servei fos directament en suport de operacions terrestres a França, Bèlgica, Luxemburg, Holanda o Alemanya.
Les tripulacions aèries que van volar en operacions contra l'enemic sobre Europa el 6 de juny de 1944 o després es qualificaven amb una sortida operativa. La qualificació per al personal de vol enviat o emprat en tasques de transport aeri o transbordador des de bases al Regne Unit era d'almenys tres aterratges a Europa.
Les sortides realitzades des del Mediterrani no classificaven per a l'estrella de França i Alemanya. De la mateixa manera, el personal de l'exèrcit que va entrar al territori austríac durant les etapes de tancament de les hostilitats a Europa, i el servei de la Marina i la Marina Mercant al Mediterrani en suport a les operacions al sud de França, no es van qualificar per a aquest premi. Tots aquests van qualificar per al premi de l'Estrella d'Itàlia.
Cap unitat de l'exèrcit o de la força aèria sud-africana va servir al nord-oest d'Europa durant la guerra, amb la fragata HM SAS Good Hope l'únic vaixell naval sud-africà la tripulació del qual es va qualificar per a l'Estrella. Incloent els adscrits a unitats britàniques, un total de 657 membres del personal de les Forces sud-africanes van rebre l'estrella o el tancament de França i Alemanya, excloent els ciutadans sud-africans que es van allistar directament als serveis armats britànics i altres aliats.
L'Estrella de França i Alemanya no va ser atorgada a més de l'Estrella de l'Atlàntic o l'Estrella de les Tripulacions Aèries d'Europa. El personal que es qualificava per a l'atorgament de dues o tres d'aquestes estrelles, només va rebre l'estrella per a la qual es va qualificar per primera vegada i un fermall respecte a la primera de les altres dues estrelles. Com que l' Estrella de les Tripulacions Aèries d'Europa no es va poder obtenir per al servei després del 5 de juny de 1944, només el tancament de l'Atlàntic es va poder atorgar amb l'estrella de França i Alemanya.
L'estrella és immediatament concedida si el període de servei acaba per mort, invalidesa o ferides. La concessió d'una distinció al valor o per la Menció als Despatxos també atorga l'estrella de manera immediata.

## Descripció
El conjunt de nou estrelles de campanya va ser dissenyat pels gravadors de la Royal Mint. Totes les estrelles tenen un anell que passa per un trau format per sobre del punt més alt de l'estrella. Són estrelles de sis puntes, colpejades amb un aliatge de zinc de coure groc per encaixar en un cercle de 44 mil·límetres de diàmetre, amb una amplada màxima de 38 mil·límetres i 50 mil·límetres d'alçada des del punt inferior de l'estrella fins a la part superior de l'ull.
Anvers
L'anvers té un disseny central del Monograma Reial "GRI VI", coronat per una corona. Un cercle, la part superior del qual està coberta per la corona, envolta la xifra i porta inscrita "THE FRANCE AND GERMANY STAR" ("L'ESTRELLA DE FRANÇA I ALEMANYA").
Revés
El revés és clar.
Nom
El Comitè d'Honors britànic va decidir que les medalles de campanya de la Segona Guerra Mundial concedides a les forces britàniques serien emeses sense nom, una política aplicada per tots els països de la Commonwealth britànica menys tres. Els detalls del destinatari van quedar impressionats al revers de les estrelles concedides a indis, sud-africans i, després d'una campanya liderada per organitzacions veteranes, als australians. En el cas dels indis, la denominació consistia en el número de la força, el rang, les inicials, el cognom i l'arma o cos de servei del destinatari, i per als sud-africans i australians, el número de la força, les inicials i el cognom, en majúscules.
Fermall

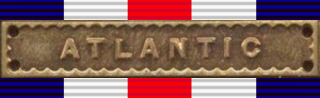
Fermall Atlantic

El fermall es va encunyar amb un aliatge de zinc de coure groc i té un marc amb una vora interior que s'assembla a la vora perforada d'un segell de correus. Porta la inscripció "ATLANTIC" i va ser dissenyat per ser cosit a la cinta de la medalla. Quan la cinta es porta sola, es porta una roseta de plata a la barra de la cinta per indicar l'adjudicació del fermall.
Cinta
La cinta fa 32 mil·límetres d'amplada, amb bandes de la mateixa amplada blau fosc, blanc, vermell, blanc i blau fosc. Els colors són els de la bandera de la Unió i també els colors nacionals de França i dels Països Baixos.
La cintes d'aquesta medalla i la Medalla de la Defensa, així com les de les altres estrelles de campanya de la Segona Guerra Mundial, amb l'excepció de l'Estrella de l'Àrtic, van ser ideades pel rei Jordi VI.

## Orde de lluïment
L'ordre de lluïment de les estrelles de la campanya de la Segona Guerra Mundial estava determinat per les dates d'inici de la campanya respectives i per la durada de la campanya. Aquesta és l'ordre que s'utilitza, fins i tot quan un destinatari qualificat per a ells en un ordre diferent. La Medalla de la Defensa i la Medalla de Guerra es porten després de les estrelles. La medalla del servei voluntari canadenc es porta després de la medalla de la Defensa i abans de la medalla de Guerra, amb altres medalles de guerra de la Commonwealth que s'utilitzen després de la medalla de guerra.
- L'Estrella de 1939-45, del 3 de setembre de 1939 al 2 de setembre de 1945, tota la durada de la Segona Guerra Mundial.[8]
- L'Estrella de l'Atlàntic, del 3 de setembre de 1939 al 8 de maig de 1945, la durada de la batalla de l'Atlàntic i la Guerra d'Europa.[9]
- L'Estrella de l'Àrtic, del 3 de setembre de 1939 al 8 de maig de 1945, la durada dels combois àrtics i la guerra a Europa.[12]
- L'Estrella de les Tripulacions Aèries d'Europa, del 3 de setembre de 1939 al 5 de juny de 1944, període fins al dia D menys un.[10]
- L'Estrella d'Àfrica, del 10 de juny de 1940 al 12 de maig de 1943, durada de la campanya del nord d'Àfrica.[13]
- L'Estrella del Pacífic, del 8 de desembre de 1941 al 2 de setembre de 1945, la durada de la Guerra del Pacífic.[14]
- L'Estrella de Birmània, de l'11 de desembre de 1941 al 2 de setembre de 1945, la durada de la Campanya de Birmània.[4]
- L'Estrella d'Itàlia, de l'11 de juny de 1943 al 8 de maig de 1945, la durada de la campanya italiana.[15]
- L'Estrella de França i Alemanya, del 6 de juny de 1944 al 8 de maig de 1945, durada de la campanya del nord-oest d'Europa.[11]
- La Medalla de la Defensa, del 3 de setembre de 1939 al 8 de maig de 1945 (2 de setembre de 1945 per a aquells que serveixen a l'Extrem Orient i al Pacífic),[26] la durada de la Segona Guerra Mundial.[27]
- La  Medalla de Guerra, del 3 de setembre de 1939 al 2 de setembre de 1945, tota la durada de la Segona Guerra Mundial.[28]

Per tant, l'estrella de França i Alemanya es porta com es mostra:
Precedida per l'Estrella d'Itàlia.

Succeït per la Medalla de la Defensa.